# Ходжава, Генрих Шотаевич
Генрих Шотаевич Ходжава (1 апреля 1937 — 6 марта, 2002) — грузинский кинорежиссёр и сценарист.

## Биография
Окончил режиссёрский факультет ВГИКа (1975, мастерская Л. Кулешова).
С 1959 — ассистент режиссёра киностудии «Грузия-фильм», 1975 — режиссёр этой студии.

## Фильмография

### Режиссёрские работы
- 1974 — Колхидская баллада
- 1976 — Как утренний туман
- 1980 — Цель

### Сценарист
- 1974 — Колхидская баллада
- 1976 — Как утренний туман
- 1980 — Цель